# 家族の四季 -愛すれど遠く離れて-
『家族の四季 -愛すれど遠く離れて-』（ヒンディー語: कभी ख़ुशी कभी ग़म...、英語: Kabhi Khushi Kabhie Gham...）は、2001年に制作されたインドのドラマ映画。カラン・ジョーハル監督、主演はアミターブ・バッチャン、ジャヤー・バッチャン、シャー・ルク・カーン、リティック・ローシャン、カジョール、カリーナ・カプールなど。

## スタッフ
- 監督：カラン・ジョーハル
- 製作：ヤシュ・ジョーハル
- 音楽：ジャティン＝ラリト

## キャスト
- アミターブ・バッチャン － Raichand
- ジャヤー・バッチャン － Mrs. Raichand
- シャー・ルク・カーン － Rahul
- リティク・ローシャン － Rohan
- カージョル － Anjali
- カリーナ・カプール － Pooja
- ラーニー・ムケルジー － Naina